# Gheorghe Hagi
Gheorghe Hagi (sinh 5 tháng 2 năm 1965 tại Săcele, Constanţa) là một cầu thủ bóng đá người România. Ông nổi tiếng với kĩ tốc độ, kĩ thuật cá nhân điêu luyện và những cú sút xa rất chính xác.
Ông có biệt danh là "Maradona của vùng Karpat", và người hùng của đất nước ông cũng như đất nước Thổ Nhĩ Kỳ. Ông đã 6 lần được bầu là cầu thủ xuất sắc nhất năm tại Romania, đó là một kỉ lục. Và gần đây ông được bầu là cầu thủ vĩ đại nhất của Romania thế kỷ 20. Ông chơi cho đội tuyển bóng đá quốc gia România ở 3 kỳ World Cup 1990, 1994, 1998 cùng với 3 kỳ Euro 1984, 1986, 2000. Ông có 125 lần khoác áo đội tuyển quốc gia, xếp thứ 2 sau Dorinel Munteanu. Ông là người ghi bàn nhiều nhất cho đội tuyển Romania với 35 bàn thắng. Tháng 11 năm 2003 nhân dịp kỉ niệm 50 năm ngày thành lập UEFA, liên đoàn bóng đá Romania đã bầu ông là cầu thủ vàng của Romania 50 năm qua. Ông là một trong số ít cầu thủ chơi cho cả hai câu lạc bộ kình địch của Tây Ban Nha là Real Madrid và FC Barcelona. Tháng 3 năm 2004 ông được Pelé bầu chọn vào danh sách FIFA 100.

## Sự nghiệp CLB
Ông bắt đầu sự nghiệp đá bóng của mình ở đội trẻ của Farul Constanţa vào thập niên 1970 trước khi được RFF chọn vào chơi ở Luceafărul Bucureşti năm 1980 trong 2 năm. Năm 1982 ông trở lại Constanţa khi 18 tuổi và bắt đầu sự nghiệp thi đấu đỉnh cao. Ông gửi đơn vào Universitatea Craiova nhưng sau đó lại chọn Sportul Studenţesc ở Bucharest.
Mùa đông năm 1987 Hagi chuyển tới Steaua Bucureşti, một câu lạc bộ lớn ở Romania và chuẩn bị cho trận tranh siêu cup châu Âu với FC Dynamo Kyiv. Theo hợp đồng thì ông chỉ phải chơi duy nhất một trận ở đây. Dù trong trận chung kết ông chỉ ghi được 1 bàn nhưng Steaua cũng không muốn ông quay lại Sportul Studenţesc nữa và họ quyết giữ ông lại. Trong những năm ở Steaua 1987-1990 ông đã chơi tất cả 97 trận và ghi được 76 bàn thắng. Ông cùng với CLB của mình lọt vào bán kết cúp UEFA năm 1988 và lọt vào chung kết cúp này vào năm 1989. Ông đoạt chức vô địch Romania, và cúp Romania 3 năm liên tiếp 1987, 1988, 1989.
Sau World cup 1990 ông chuyển tới Real Madrid với mức chuyển nhượng là 4,3 triệu dollar. Ông chơi ở Real Madrid 2 mùa bóng sau đó bị bán sang Brescia Calcio.
Hagi đã giúp Brescia Calcio đoạt cúp vô địch Serie B và được lên chơi ở Serie A, nhưng CLB này lại bị rớt xuống Serie B mùa giải sau đó và Hagi đã chuyển sang chơi cho Barcelona.
Sau 2 mùa bóng chơi cho Barcelona ông lại chuyển sang chơi cho Galatasaray S.K. Hagi không đạt được cúp vô địch Tây Ban Nha nào cả với Real Madrid cũng như với Barcelona. Tuy nhiên ở Galatasaray ông chơi rất thành công với sự ủng hộ lớn của người dân Thổ Nhĩ Kỳ. Ông đã cùng Galatasaray đoạt cúp UEFA năm 2000 sau khi chiến thắng Arsenal ở trận chung kết. Sau đó ông lại đoạt siêu cúp Châu Âu sau khi thắng CLB cũ của mình, Real Madrid.

## Sự nghiệp đội tuyển quốc gia
Hagi xuất hiện ở đội tuyển quốc gia năm 1983 khi ông 18 tuổi trong trận gặp Na Uy tại Oslo. Ông là một thành viên quan trọng của đội tuyển cho đến năm 2000.
Hagi là cầu thủ xuất sắc nhất của Romania tại World Cup 1994, tại giải đó đội tuyển của ông đã lọt được vào trận tứ kết, sau đó bị thua Thụy Điển trên chấm 11m. Tại giải đó ông đã ghi được 3 bàn trong đó có bàn vào lưới đội Colombia là một trong những bàn đẹp nhất qua các kỳ WC. Bàn thắng đó ông lốc bóng từ khoảng cách 40 mét, bóng đi theo hình vòng cung qua đầu thủ môn, một cú sút mà người ta vẫn gọi là "lá vàng rơi". Bốn năm sau, sau WC 1998 ông đã quyết định rời đội tuyển quốc gia, nhưng sau đó lại thay đổi quyết định và cùng đội tuyển tham dụ Euro 2000.
Ông giải nghệ năm 2001 ở tuổi 36.

## Sự nghiệp huấn luyện viên
Năm 2001 Hagi được mời làm huấn luyện viên đội tuyển Romania thay cho Ladislau Bölöni, người đã chuyển sang huấn luyện cho câu lạc bộ Sporting của Bồ Đào Nha. Tuy nhiên sau khi thất bại ở World Cup 2002 Hagi bị sa thải. Thành tích đáng kể trong 6 tháng huấn luyện cho đội tuyển Romania là chiến thắng Hungary trên sân vận động ở Budapest, thủ đô của Hungary.
Năm 2003 ông đến Thổ Nhĩ Kỳ làm huấn luyện viên cho câu lạc bộ Bursaspor nhưng lại ra đi ngay sau mùa giải đó bởi lại gây thất vọng. Sau đó ông trở thành huấn luyện viên của Galatasaray vào năm 2004 và dẫn dắt họ đoạt cúp Thổ Nhĩ Kỳ vào năm 2005.
Mùa hè năm 2005, câu lạc bộ lớn nhất Romania, Steaua Bucureşti, muốn mời ông làm huấn luyện viên nhưng yêu cầu về tiền lương của Hagi không được chấp nhận nên ông đã sang làm việc tại câu lạc bộ Politehnica Timişoara, nhưng ông lại rời câu lạc bộ đó sau vài tháng vì thành tích không khả quan. Sân vận động chính của Constanţa đã được mang tên ông nhưng lại bị thay đổi sau khi Hagi đến với Politehnica Timişoara.
Từ tháng 7 năm 2007 đến ngày 20 tháng 9 năm 2007 Hagi huấn luyện cho Steaua Bucureşti. Nhưng cá tính mạnh của Hagi đã không làm hài lòng các ông chủ của CLB này và chỉ sau 2 tháng 3 tuần 4 ngày, hợp đồng giữa họ đã bị hủy bỏ.
Hiện cựu danh thủ này đang làm ở Scotland đầu quân cho Inverness Caledonian Thistle trong vai trò tuyển trạch viên. Bản hợp đồng đầu tiên Hagi kéo về cho đội bóng mới là tiền đạo đồng hương Marius Constantin Niculae.

## Danh hiệu

### Cầu thủ
- Steaua Bucureşti
  - Siêu cúp châu Âu: 1987
  - Vô địch Rumani: 1987, 1988, 1989
  - Cup Romani: 1987, 1988, 1989
- Real Madrid
  - Siêu cúp bóng đá Tây Ban Nha: 1990
- Barcelona
  - Siêu cúp bóng đá Tây Ban Nha: 1994
- Galatasaray
  - Cúp UEFA: 2000
  - Siêu cúp châu Âu: 2000
  - Giải vô địch Thổ Nhĩ Kỳ: 1997, 1998, 1999, 2000
  - Cúp Thổ Nhĩ Kỳ: 1999, 2000

### Huấn luyện viên
- Galatasaray
  - Cúp Thổ Nhĩ Kỳ: 2005